# وينترهافن (كاليفورنيا)
وينترهافن (بالإنجليزية: Winterhaven CDP, California)‏ هي منطقة سكنية تقع بولاية كاليفورنيا في الولايات المتحدة. تبلغ مساحتها 0.616 كم2، وترتفع عن سطح البحر 40 م، بلغ عدد سكانها 394 نسمة في عام 2010 حسب إحصاء مكتب تعداد الولايات المتحدة وتصل الكثافة السكانية فيها 639.6 نسمة لكل كيلومتر مربع (1,656.6/ميل2).

## التركيبة السكانية
حدّد مكتب تعداد الولايات المتحدة بيانات التركيبة السكانية لوينترهافن في تعداد الولايات المتحدة. في ما يلي، التركيبة السكانية حسب تعدادي 2000 و2010.

### تعداد عام 2000
بلغ عدد سكان وينترهافن 529 نسمة بحسب تعداد عام 2000، وبلغ عدد الأسر 183 أسرة وعدد العائلات 119 عائلة مقيمة في المنطقة السكنية. في حين سجلت الكثافة السكانية 858.8 نسمة لكل كيلومتر مربع (2,224.3/ميل2). وبلغ عدد الوحدات السكنية 219 وحدة بمتوسط كثافة قدره 355.5 لكل كيلومتر مربع (920.7/ميل2).
وتوزع التركيب العرقي للمنطقة السكنية بنسبة 45.56% من البيض و3.02% من الأمريكيين الأفارقة و6.81% من الأمريكيين الأصليين و0.38% من الأمريكيين ذوي الأصول الآسيوية و38.37% من الأعراق الأخرى و5.86% من عرقين مختلطين أو أكثر و56.33% من الهسبانيون أو اللاتينيون من أي عرق.
بلغ عدد الأسر 183 أسرة كانت نسبة 43.7% منها لديها أطفال تحت سن الثامنة عشر تعيش معهم، وبلغت نسبة الأزواج القاطنين مع بعضهم البعض 41.5% من أصل المجموع الكلي للأسر، ونسبة 19.1% من الأسر كان لديها معيلات من الإناث دون وجود شريك،  بينما كانت نسبة 4.4% من الأسر لديها معيلون من الذكور دون وجود شريكة وكانت نسبة 35% من غير العائلات. تألفت نسبة 32.8% من أصل جميع الأسر من عدة أفراد يعيشون في نفس المنزل ونسبة 19.7% كانت تتألف من شخص يعيش بمفرده يبلغ من العمر 65 عاماً أو أكثر. وبلغ متوسط حجم الأسرة المعيشية 2.89، أما متوسط حجم العائلات فبلغ 3.72.
بلغ العمر الوسطي للسكان 31.2 عاماً. وكانت نسبة 35% من القاطنين تحت سن الثامنة عشر، وكانت نسبة 8.9% بين الثامنة عشر والرابعة والعشرين عاماً، ونسبة 21.2% كانت واقعةً في الفئة العمرية ما بين الخامسة والعشرين والرابعة والأربعين عاماً، ونسبة 18.5% كانت ما بين الخامسة والأربعين والرابعة والستين، ونسبة 16.4% كانت ضمن فئة الخامسة والستين عاماً فما فوق. يوجد لكل 100 أنثى 98.1 ذكر، ويوجد لكل 100 أنثى في الثامنة عشر من عمرها فما فوق 95.5 ذكر.
بلغ متوسط دخل الأسرة في المنطقة السكنية 11,563 دولارًا، أما متوسط دخل العائلة فبلغ 16,417 دولارًا. وكان متوسط دخل الذكور 26,458 دولارًا مقابل 20,750 دولارًا للإناث. وسجل دخل الفرد الخاص بالمنطقة السكنية 7,220 دولارًا. وكانت نسبة 41.9% من العائلات ونسبة 47.1% من السكان تحت خط الفقر، وكان من هؤلاء نسبة 64.3% تحت سن الثامنة عشر ونسبة 13.9% في الخامسة والستين من العمر وما فوق.

### تعداد عام 2010
بلغ عدد سكان وينترهافن 394 نسمة بحسب تعداد عام 2010، وبلغ عدد الأسر 151 أسرة وعدد العائلات 97 عائلة مقيمة في المنطقة السكنية. في حين سجلت الكثافة السكانية 639.6 نسمة لكل كيلومتر مربع (1,656.6/ميل2). وبلغ عدد الوحدات السكنية 186 وحدة بمتوسط كثافة قدره 301.9 لكل كيلومتر مربع (781.9/ميل2).
وتوزع التركيب العرقي للمنطقة السكنية بنسبة 62.18% من البيض و1.02% من الأمريكيين الأفارقة و9.39% من الأمريكيين الأصليين و0.25% من الأمريكيين ذوي الأصول الآسيوية و21.32% من الأعراق الأخرى و5.84% من عرقين مختلطين أو أكثر و66.24% من الهسبانيون أو اللاتينيون من أي عرق.
بلغ عدد الأسر 151 أسرة كانت نسبة 39.1% منها لديها أطفال تحت سن الثامنة عشر تعيش معهم، وبلغت نسبة الأزواج القاطنين مع بعضهم البعض 35.1% من أصل المجموع الكلي للأسر، ونسبة 22.5% من الأسر كان لديها معيلات من الإناث دون وجود شريك،  بينما كانت نسبة 6.6% من الأسر لديها معيلون من الذكور دون وجود شريكة وكانت نسبة 35.8% من غير العائلات. تألفت نسبة 31.8% من أصل جميع الأسر من عدة أفراد يعيشون في نفس المنزل ونسبة 17.9% كانت تتألف من شخص يعيش بمفرده يبلغ من العمر 65 عاماً أو أكثر. وبلغ متوسط حجم الأسرة المعيشية 2.61، أما متوسط حجم العائلات فبلغ 3.30.
بلغ العمر الوسطي للسكان 39.0 عاماً. وكانت نسبة 29.4% من القاطنين تحت سن الثامنة عشر، وكانت نسبة 9.9% بين الثامنة عشر والرابعة والعشرين عاماً، ونسبة 16% كانت واقعةً في الفئة العمرية ما بين الخامسة والعشرين والرابعة والأربعين عاماً، ونسبة 27.9% كانت ما بين الخامسة والأربعين والرابعة والستين، ونسبة 16.8% كانت ضمن فئة الخامسة والستين عاماً فما فوق. وتوزع التركيب الجنسي للسكان بنسبة 46.4% ذكور و53.6% إناث.